# Ivica Osim
Ivan "Ivica" Osim (Sarajevo, então integrante do estado fantoche da Croácia e atualmente capital da Bósnia-Herzegovina, 6 de maio de 1941 – Graz, 1 de maio de 2022) foi um futebolista e treinador de futebol bósnio de origem eslovena.

## Carreira
Como jogador, foi vice-campeão do Campeonato Europeu de 1968 com a Iugoslávia. Tanto como jogador como treinador, participou de Olimpíadas pela Iugoslávia, figurando nos jogos de 1964 e 1988.
Em clubes, está mais ligado ao Željezničar Sarajevo, onde passou dez anos como jogador e oito como treinador - foi a primeira equipe em que começou na nova função; e ao SK Sturm Graz, onde ganhou mais troféus: também passando oito anos treinando a equipe austríaca, ganhou duas vezes a Bundesliga Austríaca, duas Copas da Áustria e duas Supercopas da Áustria. Também ganhou duas vezes o campeonato nacionais do Panathinaikos nas duas temporadas em que ficou na equipe da Grécia.
Destacou-se mais na função de técnico, comandando a Seleção Iugoslava na Copa do Mundo de 1990. Sob seu trabalho o país classificou-se também para na Eurocopa 1992. Contudo, em meio à classificação irrompeu a Guerra Civil Iugoslava e ele renunciou ao cargo em 22 de maio daquele ano, em decorrência de ameaças que sua família sofria em meio ao cerco de Sarajevo.
Chegou a ser brevemente sucedido por uma dupla técnica formada pelo montenegrino Miljan Miljanić e Ivan Čabrinović (sérvio casado com uma muçulmana), mas a seleção terminou punida dias depois e desclassificada antes da competição. O próprio Osim afirmou que a Iugoslávia, que possuía grandes jogadores na época, não merecia jogar o torneio - do qual o campeão foi justamente a seleção que a substituiu, a Dinamarca.
Seu trabalho mais recente foi como técnico da Seleção Japonesa, do qual retirou-se em 2007 em virtude de um ataque cardíaco.

## Morte
Morreu em 1º de maio de 2022 em Graz, Áustria, aos 80 anos (cinco dias antes de completar 81 anos).